# Машкова, Гана
Га́на Ма́шкова (чеш. Hana Mašková, 26 сентября 1949, Прага, ЧССР — 31 марта 1972) — фигуристка из ЧССР, бронзовый призёр зимней Олимпиады 1968 года, чемпионка Европы, двукратный призёр чемпионатов мира, пятикратная чемпионка Чехословакии в женском одиночном катании.

## Биография
Первым тренером Ганы Машковой стал Карел Глогар, следующий тренер Ярослав Садилек.
C 1963 года тренировалась у Милы Новаковой.
На своём дебютном чемпионате Европы заняла 15-е место.
С 1965 года неоднократно побеждала на чемпионатах Чехословакии.
1967—1969 годы были самыми успешными в её карьере — бронзовая медаль Олимпиады 1968, две бронзовые медали чемпионатов мира, золотая и две серебряные медали чемпионатов Европы.
Гана Машкова единственная из чешских одиночниц, выигравшая медаль Олимпиады.
В 1969 году перешла в профессионалы (Холидей он айс).
Погибла 31 марта 1972 года в автокатастрофе около французского города Вувре во Франции.
Похоронена в Праге на Вышеградском кладбище.

## Спортивные достижения
| Соревнования/Сезоны     | 1963 | 1964 | 1965 | 1966 | 1967 | 1968 | 1969 |
| ----------------------- | ---- | ---- | ---- | ---- | ---- | ---- | ---- |
| Зимние Олимпиады        |      | 15   |      |      |      | 3    |      |
| Чемпионаты мира         |      | 16   | 13   | 6    | 3    | 3    |      |
| Чемпионаты Европы       | 15   |      | 7    | 4    | 2    | 1    | 2    |
| Чемпионаты Чехословакии |      |      | 1    | 1    | 1    | 1    | 1    |